# Журавеньки
Жураве́ньки —  село Івано-Франківського району Івано-Франківської області. Входить до складу Букачівської селищної громади. 

## Історія
У 1939 році в селі проживало 620 мешканців (615 українців і 5 латинників).

## Природоохоронні території
Неподалік від села розташовані:
- Журавенківський лісовий заказник
- Журавенківське заповідне урочище
- Козарівське-1 (заповідне урочище)
- Козарівське-2 (заповідне урочище)
- Козарівське-3 (заповідне урочище)

## Сучасність
В селі збереглася дерев'яна церква Успення Пр. Богородиці 1899.